# برينت تورنر
برينت تورنر (بالإنجليزية: Brent Turner)‏ هو راكب الكنو أمريكي، ولد في 25 فبراير 1954.

## وصلات خارجية
- برينت تورنر على موقع أوليمبيديا (الإنجليزية)